# Полови влечения към увреждания
Половите влечения към увреждания са вид парафилия, изразена в полово любопитство относно външния вид и усещането на разнообразни недъзи, понякога включваща и желание за придобиване на недъг. Явява се крайност на по-широко разпространената еротизация на разни леки физически отклонения.

## История
Препратки към влечението има в Херодот, творби на Питер Брьогел Стария, Пиер дьо Брантом, Мишел дьо Монтен, Александър Пушкин, Бертолт Брехт, Михаил Булгаков, Салвадор Дали, Ърнест Хемингуей, Владимир Маяковски, Ерих фон Шрохайм, Луис Бунюел и роли на Джеймс Дийн. Влечението става по-широко известно през XX век посредством вълни, съвпадащи с декадентството между световните войни, сексуалната революция, интернета.
Групички кореспондиращи си „ухажори“ се сформират към 1920-те години. Влечението е отразено в популярни западноевропейски и американски списания през 1930-те и отново през 1970-те години. Към 1980-те години в САЩ се оформя общност от „ухажори“ и хора с увреждания. Виртуална световна общност изниква от 1990-те години.

## Природа
„Ухажорите“ желаят полови партньори с крупни недъзи, най-вече ампутации. „Невидима“ крайност касае умствени и интелектуални увреждания.
Над половината „ухажори“ изпитват парафилията от детство. Някои не могат да отнесат зараждането ѝ към конкретна случка, други таят спомени от обекти на бъдещото си внимание. Около четвърт от „ухажорите“ я откриват през пубертета, а някои след полова зрялост.
Предпочитанията на всеки „ухажор“ са строго определени. Така повечето акротомофили изпитват слабо или отсъстващо желание за партньори с други недъзи; изобилстват лични за всеки „ухажор“ доопределения – дали недъгът е вроден или придобит и други.
Специфична разновидност на парафилията е желанието за самоувреждане. „Желаещите“ страдат от т.нар. „изкривяване представата за телесна цялост“ (ИПТЦ, Body Integrity Identity Disorder, BIID) или телесна дисморфия (body dysmorphia) (конкретно апотемнофилия, ако желаят ампутации) и изглежда са не повече от един на 20 от „ухажорите“. Има догатки, че желанието е логична крайност на „ухажорството“. Приликите (разлики) между „ухажори“ и „желаещи“ са горещо разисквани в „общността“.

### Популация
Към средата на 2006 г. виртуалната световна „ухажорска общност“ наброява към 100 хил. членове на обособени интернет форуми. Неравното разпространение на интернет, пасивността на повечето членове на всяка общност и вероятната „сива зона“ от прилежащи към „общността“ хора оправдават догадки, че по света има една трета милион „ухажори“.
Уместният тук бегъл поглед върху популацията от хора с увреждания ги показва като предимно възрастни – до 80% от тях в България са над пенсионна възраст. По различни данни и признаци в страната има между 300 и 800 хиляди хора с увреждания. Например ампутирани са над 9000 души, от които над 80% мъже. Преобладават ампутации на крака [близо 80% от всички], като надколенните са под 20% от тях.

### Поведение
За „ухажорите“ недъгът не намалява, а силно увеличава привлекателността на евентуалния партньор. Не са известни случаи „ухажор“ да е доувредил партньор с недъг или увредил здрав партньор. „Желаещи“ редовно си самопричиняват увреждания, често със смъртен изход.
Над половината „ухажори“ не установяват желаните връзки. Неосъзнатите „ухажори“ имат гузно самосъзнание, смятят се за уникални. През последното десетилетие, мнозина осъзнали се ухажори откриват уебсайтове с образи на желани партньори – често ретуширани снимки на здрави хора. Други сайтове съдържат описания на фиктивни срещи между „ухажори“ и желани партньори, рисунки на такива партньори, „ухажорска“ порнография (често произведена със съдействието на хора с недъзи).
Мнозина „ухажори“ вливат влечението си в творчество – украинският театрал Андрей Жолдак (Андрій Жолдак) поставя пиеси с ампутирани, британският скулптор Марк Куин (Mark Quinn) излага статуи на ампутирани на Трафалгарския площад в Лондон, художествените фотографи Герхард Аба (Gerhard Aba), Ерик Крол (Eric Croll) и Юрий Соломенко снимат ампутирани, режисьори снимат филми като „Деликатно престъпление“ (Crime Delicado]) и „Елена в кутия“ (Boxing Helena) с ампутирани, балетомани поставят танцови спектакли с ампутирани.
Някои „ухажори“ събират данни за обекти на своето внимание, следят и ги снимат тайно, предизвикват привидно спонтанни срещи с тях, викат ги по телефона, търсят евентуални обекти на вниманието си из здравни заведения, граждански сбирки на хора с увреждания. Неизвестен брой „ухажори“ са на служба, осигуравяща допир с хора с недъзи. Други членуват в дружества, спортни клубове и др. на хора с увреждания. Колекционирането предмети, свързани с уврежданията е занимание на ред „ухажори“.
„Преструването“ (pretending) е друга проява на влечението. Някои „ухажори“ добиват полово задоволение, преструвайки се, че имат недъг; други уговарят партньори да се преструват. „Преструването“ протича в уединение или интимност, но понякога и публично. Има оплаквания, че в обособени интернетски стаи за разговори (chatrooms) „ухажорите“ поголовно се преструват на желани, което подсказва най-широка нагласа към „преструване“ сред „общността“. Евентуален континуум между непреструващи се „ухажори“, „преструващи се“ и „желаещи“ не е разглеждан.
В интернет „ухажорите“ обменят описания на „мяркания“ (sightings) на обекти на интереса си, опит от срещи с тях, биографични данни на известни хора с увреждания, прийоми за привличане вниманието на желаните, мнения относно „приемливи ухажорски обноски“. Има опити за заклеймяване обективизацията на желаните. Във форумите на „желаещите“ преобладават догадки за това къде и кой може да извършва елективни ампутации на здрави крайници.
„Ухажорската общност“ има растяща терминология въз основа на английския език. Съдържанието ѝ се заражда през 1930-те г. Думата „devotee“ („ухажор“; англ. „девотѝй“ – „поклонник“), възприет в началото на 1980-те г. поради приликата с „amputee“ („ампютѝй“ – лице с ампутация) е „ухажорски“ термин в науката.

### Обяснения
Рядко разглеждана из научната литература, парафилията не е подлагана на строго научна трактовка. Това лишава заинтересованите от сведения, но подсказва, че „ухажорите“ не са предизвикали смут в обществото и сред желаните. Наличните обяснения са разнопосочни, но ред от тях се повтарят от всички страни в дебата.

#### Психиатрични
Психиатрията нарежда „ухажорите“ със „садомазохистичните фетишисти“, макар встрани от общоприетото под термина:
1. „ухажорите“ били потиснати хомосексуалисти. Това първо обяснение на явлението (от Крафт-Ебинг в Psychopathia Sexualis, 1872 г.) почива на предположението, че ампутационните чуканчета наподобявали фалоси, в крак с тогавашното поголовно свързване на полови странности с хомосексуализма;
2. „ухажорите“ били садисти, смятащи желания за низшепоставен и извличащи удоволствие от това;
3. „ухажорите“ били мазохисти, искащи да се самоунижат, приставайки на недъгав партньор;
4. „ухажорите“ били воайори, заинтригувани от необикновеното поведение и външност на недъгавия партньор.
5. „желаещите“ били ексхибиционисти, постигащи задоволение от отклиците на околните;
По отношение т. 2 – 5, психологията разглежда садизма и мазохизма като разменими, а войоризмът и екзибизионизмът като техни аспекти. „Ухажорското“ предпочитание за ексхибиционистични партньори подкпрепя гореизложените обяснения. Други такива са:
6. тератофилия – влечения спрямо уродливостта;
7. фетишизъм – преместване фокуса на желание от човека към предмети. Би могло да се очаквало, че патерици и др. пособия на недъгавите да бъдат сред половите фокуси на „ухажорите“ и те действително фигурирали из ухажорските сайтове;
8. копрофилия – фетиш към изпражненията. Тъй като ампутационното чуканче можело да се изтълкува като наподобяващо изпражнение, „ухажорите“ били копрофили;

#### Сексоложки
Сексолозите не смятат парафилията за отклонение, освен ако упражняването ѝ накърнява правата на една от страните и/или тези на трети страни:
1. импримиране – „отпечатването“ на силни изживявания върху половото поведение. Срещите с видимо увредени хора будели силни емоции. У деца, те можело да предизвикат квазилогични размисли, след време довеждащи до полово желание за хора с този вид увреждане.
2. позоваване на родителско одобрение – ако при среща с лице с недъг родителите на бъдещия „ухажор“ изразят одобрение спрямо героичността и т.н. на лицето, по пътя на детската логика той може да изтълкува самия недъг като похвален, по-късно слагайки го сред половите си критерии;
3. бягство от натиск – строги родителски изисквания спрямо поведение и постижения в учение, спорт и другаде можело да накарат бъдещия „ухажор“ да съзре убежище в увреждането. С възмъжаване желанието да има увреждане се „прожектирало“ върху други.
Аналогията с Мюнхаузеновия синдром (желанието за саморазболяване като начин за привличане на съчувствие и облаги) в т. 11 е видима при „желаещите“, в които „прожектирането“ се е провалило, оставяйки ги да виждат себе си като по-привлекателни с увреждане. В полза на горните тези е и фактът, че повечето „ухажори“ са такива от детство.
4. Травестизъм и транссексуализъм в случая с „преструващите се“ и „желаещите“.
5. „Марс-Венера“ – мъжът и жената били „ампутирани“ един за друг и физическите им разлики привличали. „Ухажорството“ можело да се разглежда като усилена разновидност;
6. „Дарвинизъм“ – „ухажорът“ виждал увредения партньор като проверен в естествения подбор, тъй като вече бил надвил смъртта.

#### „Ухажорски“
„Ухажорската общност“ непрестанно обсъжда причините за фетиша. Трудът The Amelotatist: A Statistical Profile („Амелотазистът – статистически профил“, Ampix [ex.], Lawndale, California, 1979), представящ резултатите от сондаж на към 400 „ухажори“ е неин принос, който първи синтезира дотогавашните обяснения. Днес обясненията на „общността“ са, че:
1. „ухажорството“ било необичайна разновидност на физическите критерии, които всеки има за партньора си;
2. хората с увреждания вършели ред дейности по своеобразни начини, които завладявали наблюдателя, както балерина завладява публиката;
3. „ухажорството“ било силно любопитство; всеки изпитвал любопитство относно вида, усещането и остатъчните функции на белезите, оставени от уврежданията; то лесно прераствало в желание;
4. „ухажорството“ било полова проекция на обикновеното човешко съчувствие към недъгавите;
5. възможно било всеки „ухажор“ да станел такъв по тясно лични причини, като подбудите във всеки отделен случай се припокривали слабо с тези в останалите случаи;
6. „ухажорството“ не било изначално полово, тъй като често възниквало преди пубертета.
Спрямо последното, следва да се има предвид фройдовото становище, че половите предпочитания (и евентуални парафилии) се зараждат именно в детство.
7. „Ухажорството“ било еволюционно зададено, за да осигури партньори за хората с увреждания;
8. религиозни, окултни и езотерични обяснения включват предположения, че „ухажорството“ било пратено свише, за да изпита „ухажора“ и го закали по пътя на себеотрицанието и лишението, или да осигури партньори за недъгавите; че било наследство от „минали животи“

#### На „желаещите“
Тази група не е формулирала обяснение за изпитвания дискомфорт. Несъмнено заимствана от транссексуалистите формулировка е, че по неясни причини „душата“ на човек с увреждане е попаднала в здраво тяло и изисква нагаждане на физическата действителност.

#### На желаните
Доколкото общност на желаните няма, обясненията са на осъзнали явлението и присъединили се към „ухажорската общност“ хора с увреждания. Най-общо те съвпадат с „ухажорските“, но с разграничаване между „ухажори“ и укорителна категория „фетишисти“, отдадени на гореизброените неприемливи поведения.

### Становища

#### „Ухажори“
„Ухажорите“ отхвърлят научния подход към парафилията; научната намеса щяла да ги хвърли под нездрава сянка. „Ухажорите“ следвало да се движат към обособяване като „жизнена общност“ (lifestyle community) по почина на гей общността, спрямо която научните подходи са осъждани като дискриминиращи. „Ухажорската общност“ отхвърля термини като амелотаза и апотемнофилия в полза на вътрешни наименования като „devoteeism“.
Противоречиви са вижданията на „общността“ спрямо „желаещите“. Укоряваното преди време „преструване“ в съвременността се приема като некрасив факт, но мнозина смятат „желаещите“ за недопустими в „общността“.
„Ухажорите“ напомнят, че явлението можело да се тълкува като изкривено единствено от неприемливото становище, че хората с увреждания са непривлекателни. Други техни твърдения са изкривени, за да придават безобидност – например намекът, че „ухажорството“ подпомагало гражданското движение на хората с увреждания.

#### Желани
Въпреки роенето на „ухажорски“ сайтове и форуми, повечето хора с увреждания остават незапознати с явлението. Новозапознатите често са уплашени и неспособни да проумеят явлението. Все пак из интернет стотици хора с недъзи предлагат снимки и клипове на „ухажорите“. Това може да се тълкува като одобрение, но и като възползване от явлението. Ако членство в „ухажорски“ форуми е знак на одобрение, към средата на 2006 г. на всеки десет „ухажора“ има ориентировъчно един желан.
Сред запознати с „ухажорството“ хора с увреждания, положителните мнения гласят, че двете страни били направени специално една за друга. Те напомнят, че хората с увреждания не следва да се разглеждат като непривлекателни и лишени от сексуалност, че там „ухажорите“ може да играят положителна роля.
Неутрални мнения на хора с увреждания с опит от „ухажори“ гласят, че всичко във връзката било съвършено обикновено. Укорите на желаните към „ухажорите“ визират гореописаните неприемливи поведения. Фундаментална критика касае ударението, което „ухажорите“ слагат върху разликите между хората с недъзи и останалите. То се разглежда като възпиращо интеграцията, чийто аспект е обществената „слепота“ спрямо различията.

#### Наблюдатели
Проблем, разглеждан от феминисти (макар политическата коректност донякъде да спъва поставянето му) е разнопосочността на мотивациите. „Ухажорът“ изпитва физическа корист, а евентуалният партньор би търсил задоволяване на значително по-обхватни човешки въжделения. Това престава да е съображение само в чисто полова връзка, но и там следва да се има предвид неравнопоставеността между „ухажор“ и партньор.
Основният проблем на „желаещите“ е по-малко абстрактен. Той засяга медицинската и обща етика и ред законодателства, които забравяват умишлено себеувреждане.

### Лечение
Литературата описва терапевтични консултации с „ухажори“, но не и евентуално предприети терапевтични процедури и изходи от тях.
Според психиатричната наука „ухажорството“ е изкривяване с възможни лечения психоанализа, психотерапия, каунселинг (counselling), аверзионна терапия. Становището на сексологията е, че обичайната форма на явлението не е отклонение. „Ухажорската общност“ е против терапевтични намеси за „ухажорите“, но не и за „желаещите“.

#### Изследователи
- Bruno, Richard L., „Devotees, Pretenders, and Wannabes: Two Cases of Factitious Disability Disorder“ [„Ухажори, преструващи се и желаещи – два казуса на заболяването „фиктивно увреждане““], сп. Sexuality and Disability, бр. 15.4 (Winter 1997), стр. 243 – 260. (англ.)

- Money, J., K. W. Simcoe, „Acrotomophilia, Sex, and Disability: New Concepts and Case Report“ [„Акротомофилия, секс и увреждане – нови виждания и доклад с казуси“], сп. Sexuality and Disability, сб. 7 (1984 – 1986), стр. 43 – 50. (англ.)

- Nattress, LeRoy Jr., „The Female Amputee as an Object of Interest and Sexual Attraction“ [„Ампутираната жена като предмет на интерес и привличане“] – глава в Pfeiffer, David, Stephen C. Hey, Gary Kiger – редактори, The Disability Perspective: Variations on a Theme [„От гледището на уврежданията – вариации по темата“], Salem, Oregon, USA, The Society for Disability Studies и Willamette University, 1993 г.) (англ.)

- The Amelotatist: A Statistical Profile („Амелотазистът – статистически профил“, Ampix [exeunt], Lawndale, California, 1979. (англ.)

#### Желани
- Elman, R. Amy, „Disability Pornography: The Fetishization of Women's Vulnerabilities“ [„Порнография на недъзите – фетишизиране на женската уязвимост“], сп. Violence Against Women, бр. 3.3 (June 1997), стр. 257 – 270. (англ.)

- Архив на оригинала от 2006-10-02 в Wayback Machine. Алисън Кейфър, „Amputated Desire, Resistant Desire: Female Amputees in the Devotee Community“ [„Ампутирана страст, неподадлива страст“] – реферат за конференцията на Дружеството за изследване на уврежданията в Чикаго през юни 2000 г. (англ.)

- Апотемнофилия – „Българска сексология“[неработеща препратка]

#### „Ухажори“
- Michel Eyquem de Montaigne (1533 – 1592), Essays, Booke iii, Chapter xi: Of the Lame or Crippel [„Есета, Книга III, Глава XI „За куците или сакатите““] (пр. на англ.)

- информация и препратки Архив на оригинала от 2006-06-17 в Wayback Machine. за придобиване на лична представа относно парафилията към недъзи. (англ., немски и др.)

#### „Желаещи“
- Карл Елиът, „Costing an Arm and a Leg: the Victims of a Growing Mental Disorder are Obsessed with Amputation“ [„На всяка цена – страдащи от разпространяващо се душевно изкривяване обсесират за ампутации“] (англ.)